# ФК Сконто
„Сконто“ е футболен отбор от град Рига, Латвия.
Тимът играе мачовете си на стадион Сконто също в Рига. Сконто е печелил националното първенство на Латвия 14 пъти (от 15 участия). С тези 14 поредни титли на страната те поставят европейски рекорд.

## История
ФК „Сконто“ е основан през 1991 г. Печели латвийския шампионат в 14 поредни сезона. През 2005 г. тимът завършва на 2-ро място, а през 2006 г. – на 3-то след оспорвана битка с ФК „Вентспилс“. Отборът е печелил купата на страната 7 пъти, последния от които през 2002 г. След създаването си ФК „Сконто“ винаги е сред фаворитите и в началото борбите за титлата са изключително оспорвани.
През сезон 1992 – 1993 тимът прави своя дебют в Шампионската лига, като отстранява шампиона на Фарьорските острови. През следващите 10 години няма кой да се опълчи на „Сконто“ на домашната сцена, като за първите 2 сезона тимът не губи нито мач и завършва с преднина не по-малка от 20 точки. През 1998 г. ФК „Сконто“ разбива ФК „Валмеира“ с 15 – 2, като това е рекордна победа в историята на клуба.

## Известни играчи
- Александърс Колинко
- Юрис Лайзанс
- Андрейс Рубинс
- Кшиштоф Лагиевка
- Марис Верспаковскис
- Игнас Дедура
- Викторс Морозс
- Мариянс Пахарс